# A Shape of Light
A Shape of Light, kompletter Titel A Shape of Light: A Silent Voice The Movie Original Soundtrack, ist ein Album des japanischen Komponisten und EBM-Musikers Kensuke Ushio.
Es ist der offizielle Soundtrack zum Kinofilm A Silent Voice der Regisseurin Naoko Yamada aus dem Jahr 2016. Der Soundtrack, der insgesamt 61 Stücke auf zwei CDs aufweist, erschien am 14. September 2016 zunächst bei Pony Canyon. Eine Veröffentlichung in Nordamerika wurde im Jahr 2017 durch Anime Limited realisiert, die den Soundtrack auf CD und Vinyl veröffentlichten.

## Entstehung
Kensuke Ushio, der als EBM-Musiker unter dem Pseudonym agraph. in Erscheinung tritt, wurde im Mai 2016 als Komponist für die Filmmusik des Animefilms A Silent Voice angekündigt, wobei er bereits im Jahr 2015 angefragt wurde an der Entstehung des Films beteiligt sein zu wollen.
Die Lieder wurden größtenteils von Ushio selbst komponiert. Eine Ausnahme bilden die Stücke mit dem Kürzel inv, die auf der Invention No. 1 in C-Dur, BWV 772 von Johann Sebastian Bach basieren.
Für die Entstehung des Filmsoundtracks arbeitete Ushio mit Regisseurin Naoko Yamada zusammen, wobei sich in Gesprächen zwischen den beiden um das Konzept bereits große Übereinstimmung ergeben haben, was sich bei der Erarbeitung des Storyboards und der Musik fortgesetzt habe. Für den Film arbeitete Ushio an Geräuschkonzepten, was er bereits in vergangenen Projekten gemacht hatte. Ushio beschrieb A Silent Voice als „Shōyas Geschichte“ in der es darum ginge, wie er seine Mitmenschen behandelt und mit ihnen umgeht, was ein universelles Thema darstelle, wenn dieses aus dem Kontext genommen würde. Bei der Erarbeitung des Filmscorings wurden ihm die einzelnen Szenen vorgegeben. Ushio sagte, dass er großen Wert auf die Aufnahmen der Geräusche gelegt habe. Das Stück lvs, welches in der Szene spielt in der Shōko von ihren Klassenkameraden ausgeschlossen wird zu hören ist, wurde im Inneren eines Pianos aufgenommen. Hierfür nahm Ushio ein Piano auseinander und platzierte im Inneren ein Mikrofon. Der daraus entstehende Klangeffekt lässt den Hörer denken, dass er komplett vom Klang umgeben sei.
Aufgenommen wurde der Filmsoundtrack in den Maruni Studios in Tokio. Im Stück slt spielte mit Yuji Katsui ein Gastmusiker die Violinspuren ein. Das Mixing auf der ersten CD wurde von Hiroshi Kitashiro, auf der zweiten CD von Ushio selbst übernommen. Das Mastering fand abschließend im Kimken Studio statt.
Ushio sagte, dass er vor der Arbeit am Soundtrack für A Silent Voice kaum an der Erarbeitung von Filmmusik beteiligt war. Yamada, die die Musik Ushios bereits kannte, nahm über sein Management Kontakt mit ihm auf und fragte seine Unterstützung an. Die Arbeiten am Filmscoring begannen bereits als noch große Teile des Handlungsstranges des Films erarbeitet werden mussten. Die Studioarbeiten wurden abgeschlossen, nachdem Sounddirektor Yota Tsuruoka einen Gesamtplan des musikalischen Konzept erhalten und diesen bestätigt hatte.

## Hintergrund
Für den Soundtrack schrieb Ushio insgesamt 82 Stücke, wovon 61 im Soundtrack zu finden und 50 Film zu hören sind, wobei die meisten Stücke Pianostücke darstellen.
Die Liedtitel auf der ersten CD bestehen zumeist aus drei Buchstaben mit Ausnahme der Stücke, die auf Johann Sebastian Bachs Intervention No. 1 in C-Dur, BWV 772 basieren, und der drei Stücke lvs(var), van(var) und lit(var). Die Namen ebendieser Stücke waren Identifizierungscodes des Komponisten, als dieser die Stücke komponierte und für die er während Filmproduktion Feedback erhielt. Ushio entschied sich, den Stücken im Nachhinein keinen Namen zu geben, sondern es bei diesen Codes zu belassen, damit die Hörer nicht vorab die Bedeutung des Stückes erklärt bekämen.
Dennoch sind diese Codes keine willkürlichen Aneinanderreihungen von Buchstaben. So steht htb, das auf der ersten CD zu hören ist, für Heartbeat, dem ersten Lied auf der zweiten CD des Soundtracks. htb ist demnach eine geänderte Version des Liedes Heartbeat. Ushio beschreibt die Titel inv sowie dessen Abwandlungen als die wichtigsten Stücke des gesamten Filmsoundtracks. Da man, laut Ushio, die Intervention Bachs in drei Stücke teilen könne, habe er das auch beim Film angewandt, sodass jeder Filmabschnitt seine eigene Version des Stück inv erhielt.
Bezogen auf den Kinofilm stellen die Titel inv, dessen Abwandlungen und das letzte Stück der Intervention Bachs ein musikalisches Beispiel für das Üben der Kommunikation wie es Shōya im Film geschafft hat, als dieser seine Schuld aus seiner Zeit an der Grundschule überwunden und einen neuen Weg der Kommunikation erfunden hat, dar. Gegen Ende des Films, als Shōya und Shōko das Kulturfestival besuchen, spielt das letzte Stück der Intervention und soll das Ende von Shōyas Übung symbolisieren.
Lit, das nur zwei Mal im gesamten Film zu hören ist, steht für Light – auf Deutsch Licht. Der Film handelt vom Erreichen des Lichts, weswegen das Stück am Ende des Films gespielt wird.

## Titelliste
| Nr.          | Titel                                             | Autor(en)             | Länge |
| ------------ | ------------------------------------------------- | --------------------- | ----- |
| 1.           | tre                                               | Kensuke Ushio         | 01:48 |
| 2.           | inv(I.i)                                          | Johann Sebastian Bach | 01:23 |
| 3.           | roh                                               | Kensuke Ushio         | 01:46 |
| 4.           | lvs                                               | Kensuke Ushio         | 02:06 |
| 5.           | inv(I.ii)                                         | J.S. Bach             | 01:12 |
| 6.           | rev                                               | Kensuke Ushio         | 01:34 |
| 7.           | inv(I.iii)                                        | J.S. Bach             | 01:19 |
| 8.           | lvs(var)                                          | Kensuke Ushio         | 01:26 |
| 9.           | thn                                               | Kensuke Ushio         | 00:49 |
| 10.          | lit                                               | Kensuke Ushio         | 00:51 |
| 11.          | bnw                                               | Kensuke Ushio         | 00:50 |
| 12.          | htb                                               | Kensuke Ushio         | 01:02 |
| 13.          | bll                                               | Kensuke Ushio         | 01:02 |
| 14.          | acc                                               | Kensuke Ushio         | 01:38 |
| 15.          | int                                               | Kensuke Ushio         | 01:21 |
| 16.          | flw                                               | Kensuke Ushio         | 01:36 |
| 17.          | mon                                               | Kensuke Ushio         | 00:58 |
| 18.          | maw                                               | Kensuke Ushio         | 01:06 |
| 19.          | inv(II.i)                                         | J.S. Bach             | 01:03 |
| 20.          | van                                               | Kensuke Ushio         | 02:25 |
| 21.          | inv(II.ii)                                        | J.S. Bach             | 00:46 |
| 22.          | inv(II.iii)                                       | J.S. Bach             | 01:02 |
| 23.          | sig                                               | Kensuke Ushio         | 01:30 |
| 24.          | aft                                               | Kensuke Ushio         | 02:18 |
| 25.          | inv(II.iv)                                        | J.S. Bach             | 00:53 |
| 26.          | flt                                               | Kensuke Ushio         | 01:40 |
| 27.          | prc                                               | Kensuke Ushio         | 02:24 |
| 28.          | pst                                               | Kensuke Ushio         | 02:09 |
| 29.          | inv(II.v)                                         | J.S. Bach             | 03:22 |
| 30.          | btf                                               | Kensuke Ushio         | 01:05 |
| 31.          | van(var)                                          | Kensuke Ushio         | 01:32 |
| 32.          | sus                                               | Kensuke Ushio         | 02:13 |
| 33.          | frc                                               | Kensuke Ushio         | 01:31 |
| 34.          | inv(II.vi)                                        | J.S. Bach             | 01:32 |
| 35.          | qut                                               | Kensuke Ushio         | 01:52 |
| 36.          | svg                                               | Kensuke Ushio         | 02:02 |
| 37.          | slt (Yuji Katsui (Violine))                       | Kensuke Ushio         | 01:59 |
| 38.          | Invention No.1 C-Dur, BWV 772 (letzter Abschnitt) | J.S. Bach             | 01:28 |
| 39.          | lit(var)                                          | Kensuke Ushio         | 02:15 |
| Gesamtlänge: | Gesamtlänge:                                      | Gesamtlänge:          | 60:48 |

| Nr.          | Titel                                                  | Autor(en)     | Länge |
| ------------ | ------------------------------------------------------ | ------------- | ----- |
| 1.           | heart beat                                             | Kensuke Ushio | 01:39 |
| 2.           | round                                                  | Kensuke Ushio | 01:38 |
| 3.           | into the sparkle                                       | Kensuke Ushio | 03:25 |
| 4.           | black and white                                        | Kensuke Ushio | 02:44 |
| 5.           | (i can) say nothing                                    | Kensuke Ushio | 02:23 |
| 6.           | night lights                                           | Kensuke Ushio | 01:36 |
| 7.           | blue blur                                              | Kensuke Ushio | 01:36 |
| 8.           | vignette                                               | Kensuke Ushio | 02:33 |
| 9.           | narrow road                                            | Kensuke Ushio | 03:54 |
| 10.          | welcome to the park                                    | Kensuke Ushio | 00:58 |
| 11.          | is your hair real?                                     | Kensuke Ushio | 01:55 |
| 12.          | laser                                                  | Kensuke Ushio | 04:43 |
| 13.          | macchina eco                                           | Kensuke Ushio | 01:41 |
| 14.          | green                                                  | Kensuke Ushio | 02:39 |
| 15.          | sunlight                                               | Kensuke Ushio | 03:24 |
| 16.          | sketch no.19                                           | Kensuke Ushio | 01:45 |
| 17.          | sustain                                                | Kensuke Ushio | 02:08 |
| 18.          | no one here                                            | Kensuke Ushio | 03:37 |
| 19.          | your silent portrait                                   | Kensuke Ushio | 01:28 |
| 20.          | fractal                                                | Kensuke Ushio | 05:45 |
| 21.          | flare                                                  | Kensuke Ushio | 02:18 |
| 22.          | speed of light (Musikvideo auf DVD von A Silent Voice) | Kensuke Ushio | 04:43 |
| Gesamtlänge: | Gesamtlänge:                                           | Gesamtlänge:  | 58:32 |

## Erfolg
A Shape of Light stieg in der Woche des 14. September 2016 auf Platz 74 in den japanischen Musikcharts ein und hielt sich fünf Wochen lang in der Verkaufsrangliste auf.
James Marsh schrieb in seiner Filmkritik in der South China Morning Post, dass der unstimmig klingende Score von Kensuke Ushio eine beunruhigende Schicht auf der komplexen hörbaren Landschaft des Films, die das Publikum einen Schritt näher an die einzigartige und distanzierte Weltanschauung von Shōko Nishimiya heranführe. In seiner Kritik für Anime News Network schrieb Kevin Cirugeda, dass Regisseurin Naoko Yamada bei der Erarbeitung der Filmmusik sehr eng mit Ushio zusammengearbeitet habe. Herausgekommen ist – mit der Ausnahme des für den Film lizenzierten Liedes My Generation der britischen Rockband The Who – sanfte Pianomusik, ambiente Klänge und absolute Stille. Es gebe keine nennenswerten hervorstechenden Stücke. Stattdessen werde der gesamte Film als eine enorme sensorische Erfahrung bezeichnet. Dabei spielen die Klänge im Film eine genauso große Rolle wie die Hintergrundmusik.
Die Leser der Online-Plattform Anime UK News wählten den Filmsoundtrack gemeinsam mit dem offiziellen Soundtrack zur Animeserie Die Braut des Magiers zum besten Filmsoundtrack des Jahres 2017.

### Auszeichnungen
| Jahr | Auszeichnung                    | Kategorie         | für            | Resultat | Quellen |
| ---- | ------------------------------- | ----------------- | -------------- | -------- | ------- |
| 2018 | Anime UK Reader’s Choice Awards | Bester Soundtrack | A Silent Voice | Gewonnen | [ 13 ]  |